# Jorge Sousa

Jorge C. Sousa (Portugal, Dezembro de 1990) é um praticante de artes marciais Português . Em 2023, sagrou se Campeão Mundial de Kempo (Submission) representando a Seleção Nacional de Kempo na categoria de -70kg. Em 2022 foi vencedor do Open mundial da IKF na mesma modalidade e Open Mundial da WACO em Combat Submission.
Atualmente exerce funções de Treinador da Seleção Nacional de Kempo.

## Carreira
Jorge C. Sousa começou a sua carreira na arte marcial de defesa pessoal coreana Hapkido onde detém atualmente a graduação de Cinto negro 3° Dan, tendo também treinado artes marciais Filipinas durante cinco anos.
Posteriormente dedicou-se á prática da arte marcial de Jiujitsu Brasileiro e Kempo, onde detém a graduação de cinto negro e cinto negro 2° Dan respetivamente.
Durante este percurso foi complementando a sua formação martial com a prática de modalidades marciais como MMA, Judo, Luta livre, Kickboxe e Krav Maga. Também tirou diversas formações na área da Defesa Pessoal e Policial e Treinamento desportivo.
Em 2022 foi convocado á seleção nacional de Kempo. Durante esse tempo acumulou a prática marcial desportiva com a função de Formador de Defesa Policial na Polícia de Segurança Pública e ainda formação a diversas Polícias Municipais.
Foi-lhe ainda atribuído 2 votos Municipais de Louvor e premiado como atleta do Ano na Gala de Desporto da Câmara Municipal de Marco de Canaveses de onde é natural.
Após o Campeonato Mundial de Kempo, foi convidado para treinador da Seleção Nacional de Kempo.